# Parque nacional Teijo
El parque nacional Teijo ( en finés: Teijon kansallispuisto, en sueco: Tykö nationalpark ) es un parque nacional en el suroeste de Finlandia, Finlandia, en el área de Perniö del municipio de Salo. El parque fue establecido el 1 de enero de 2015 y cubre un área de 34 kilómetros cuadrados (13,1 mi²). Es mantenido por Metsähallitus.
En el parque nacional, hay un pantano eutrófico, que es un tipo de ciénaga que casi ha desaparecido en el sur de Finlandia. Los bosques son principalmente pinares jóvenes gestionados. El parque también alberga varias especies de peces de agua dulce, aves que anidan como gansos, grullas, andarríos  y urogallos; y mamíferos como alces y ciervos.
Son aproximadamente 50 kilómetros (31,1 mi) de senderos señalizados en el parque, incluidos 3 kilómetros (1,9 mi) de senderos para personas con discapacidad física.
Incluido en el parque nacional están las áreas industriales históricas, incluida una antigua zona de fábricas de hierro en Kirjakkala. La herrería contiene muchas casas de troncos del siglo XIX que han sido renovadas a su estado original.